# Pinassa de la Vinya Vella
La Pinassa de la Vinya Vella (Pinus nigra) és un arbre que es troba a Matadepera (el Vallès Occidental), el qual és una pinassa gegantina, centenària i única supervivent de l'antic Bosc Vell de l'Obaga del Dalmau.

## Dades descriptives
- Perímetre del tronc a 1,30 m: 2,69 metres.
- Alçada: 20 metres.
- Amplada de la capçada: 15 x 18 metres (amplada mitjana capçada: 16,5 metres).
- Altitud sobre el nivell del mar: 505 metres.[1]

## Aspecte general
Es troba en bon estat de conservació. Tot i això, la base del tronc presenta indicis de l'atac de corcs. El 2010, en el decurs d'una forta tempesta, perdé una de les seues branques. És un arbre molt espectacular, amb un tronc erecte i gros, d'un color blanc molt especial.

## Accés
És ubicada a l'Obaga del Dalmau, en plena Vall de Mur i dins el Parc Natural de Sant Llorenç del Munt i l'Obac. Al quilòmetre 16,3 de la carretera B-124 de Castellar del Vallès a Sant Llorenç Savall trobem la urbanització de les Marines. Pugem pel costerut carrer principal fins a assolir la part alta de la susdita urbanització, on trobem un encreuament. Tombem pel carrer de l'esquerra (Camí del Daví) i, en trobar una altra bifurcació, continuem pel carrer de la dreta. En arribar al final de l'asfalt, estacionem el vehicle. Ja a peu, continuem per la pista de terra. Assolim el Coll de Palomeres i tombem per la pista de la dreta, iniciant una suau baixada vers la Vall de Mur. Fem cap a una pista molt fressada i la prenem a l'esquerra. Recorreguts poc més de 50 metres deixem a mà dreta el corriol que baixa al Pi de les Quatre Besses. Continuem pista enllà. Els Quatre Camins del Dalmau, important cruïlla de pistes. Ignorem la pista asfaltada a banda i banda i prenem la pista de terra del davant, travessant un cadenat. Cruïlla de pistes. Prenem la que puja a l'esquerra. Nova cruïlla. Prenem, ara, la pista de la dreta. Pocs minuts més tard arribem a un nou encreuament. Abandonem, aleshores, la pista i prenem el camí poc marcat que surt enfront. Recorreguts pocs metres veurem, a la dreta del sender, l'altiva pinassa. Coordenades UTM: 31T X0420040 Y4611830.

## Observacions
Temps era temps, l'Obaga de la Vall de Mur era coberta d'un ufanós bosc de pinasses. Eren arbres esvelts, de tronc gruixut i recte, que devien superar amb escreix els 20 metres d'alçària. Però, a la darreria del segle xviii, arribà a l'Alt Vallès un equip d'inspectors de marina amb la missió de catalogar tots aquells arbres que podien ésser emprats en la construcció dels vaixells de l' Armada Reial Espanyola. En pocs anys, les pinasses sucumbiren a la destral, convertides en pals de veler. Tot i això, al segle xix encara es conservava un clap d'arbres de grandària considerable que la gent de la contrada anomenava el Bosc Vell. L'esclat de la darrera Guerra Civil Espanyola (1936-1939) suposà la fi d'aquell bosquet: totes les pinasses foren abatudes per tal de satisfer la gran demanda de fusta que comportava l'enfrontament armat. Avui, a l'Obaga del Dalmau (temps enrere anomenada La Vinya Vella), hi resta, solitària, aquesta pinassa supervivent d'aquell bosc monumental.